# Jerazgawors
Jerazgawors – wieś w Armenii, w prowincji Szirak. W 2011 roku liczyła 1309 mieszkańców.